# تداعيات الحرب الأهلية السورية
إن تداعيات الحرب الاهلية السورية هو أثر الحرب الأهلية السورية في العالم العربي. ومنذ الاحتجاجات الأولى خلال الربيع العربي، كانت الحرب الأهلية السورية العنيفة بشكل متزايد على حد سواء حربا بالوكالة للدول العربية الكبرى، وتركيا وإيران، ونقطة انطلاق محتملة لحرب إقليميه أوسع. مخاوف هذه الأخيرة تحققت عندما أنشئت الدول الإسلامية في العراق والشام (داعش) نفسها، وهي جماعة مسلحة إسلامية سنية وتابعة سابقا للقاعدة، في سوريا في عام 2013، واقترنت لاحقا مع الحرب الأهلية العراقية في صراع واحد في العام التالي. وغالبا ما يطلق على تداعيات الحرب الأهلية السورية اسم الشتاء العربي.

## العراق
لكثير من عام 2012، كانت الحكومة العراقية تغض النظر عن الميليشيات السنية والسلفية التي تعبر الحدود إلى سوريا. وانتهى هذا التسامح عند نصب ميليشيات سلفية مرتبطة بالقاعدة كمينا لقافلة مليئة بالجنود السوريين غير المسلحين في عكاشات على الجانب السوري من الحدود. وأدى ذلك إلى زيادة القتال في جميع أنحاء البلد، عمليه الشبح في مايو 2013، التي أخفق فيها الجيش العراقي في القضاء على هذه الميليشيات واندماج العديد منها مع داعش. وأصبحت محافظة الأنبار منطقه قتالية وكانت ضربة جوية في أبريل 2014 بدون فائدة تذكر، لأنه في يونيو 2014 شنت داعش هجوما في شمال العراق، واخذت مساحات كبيره من البلاد وهددت بغداد نفسها. ردا على ذلك، نشرت إيران حسبما ورد فيلق القدس في العراق، وبذلك تحول الصراع إلى حرب شاملة.

### حوادث الحدود السورية العراقية
كان كمين عكاشات هجوما مخططا جيدا ضد قافلة عسكرية سورية دافع عنها جنود عراقيون في 4 مارس 2013، حيث كانت المجموعه مسافرة في محافظة الأنبار، بجانب الحدود مع سوريا. وقد أعلنت دولة العراق الإسلامية مسئوليتها عن الكمين في 11 مارس. وقتل 51 من الجنود السوريين في الاشتباكات. وقتل 9 جنود عراقيين آخرين من نيران المتمردين. وتكبد المهاجمون عدد غير معروف من الخسائر.
منذ يناير عام 2014، تحولت الدولة الإسلامية ونمت لتصبح بلد زائف ضخم والتي اخذت جزء كبير من العراق وسوريا ومحت الحدود بين البلدين في حرب جديدة ومتعددة الجنسيات.
في مارس عام 2013، قال مصدر من داخل مستشفى سنجار إن الجيش السوري الحر هاجم جنودًا عراقيين بعد دخوله الأراضي العراقية.
في يونيو عام 2016، تقدم الجيش السوري الجديد، مدعومًا بالولايات المتحدة، على قوات تنظيم الدولة الإسلامية في بلدة البوكمال الحدودية. المدينة هي جزء أساسي من طريق رئيسي يصل بين شرق سوريا والعراق. لكن، في الساعات اللاحقة شنّ تنظيم الدولة هجومًا مضادًا واستعاد البوكمال، وعانى الجيش السوري الجديد خسائر كبيرة.
ابتداءً من 10 مايو عام 2017، سيطر تنظيم الدولة على البوكمال والطريق الرئيسي الذي يصل سوريا والعراق. نفذ التنظيم أيضًا عدة هجمات قرب معبر الوليد - التنف الحدودي إلى جنوب، وغرب الموصل في الشمال. المراقبة الإقليمية الكبيرة التي يقوم بها تنظيم الدولة والتي تحيط بالبوكمال تسمح بعبور سهل نسبيًا بين البلدين.

## لبنان
أدت الحرب الأهلية السورية إلى وقوع حوادث عنف طائفي في شمالي لبنان بين مؤيدي ومعارضي الحكومة السورية، وحدوث اشتباكات بين السنة والعلويين في طرابلس. امتد القتال بين الثوار والقوات الحكومية إلى داخل لبنان في عدة حوادث. شنّ سلاح الجو السوري عدة غارات على أهداف في لبنان، بينما أطلق الثوار صواريخ على أهداف لحزب الله. أدى القتال بين مؤيدي الشيخ السني أحمد الأسير، الذي يعارض تدخل حزب الله في سوريا، والقوات اللبنانية إلى مقتل 15 جندي على الأقل من جنودها.

### الحدود السورية اللبنانية
في بداية صيف عام 2012، لقي مقاتلان من حزب الله حتفهما في معركة مع الثوار السوريين الذين كانوا موجودين على الأراضي اللبنانية. في 17 سبتمبر أطلقت طائرة هجومية أرضية سورية ثلاثة صواريخ على بعد 500 متر (1600 قدم) قرب الحدود داخل الأراضي اللبنانية بالقرب من عرسال. قيل إن الطائرات كانت تطارد الثوار في المنطقة المجاورة. دفع هذا الهجوم الرئيس اللبناني ميشيل سليمان إلى بدء تحقيقٍ، إلا أنه لم يَلُم سوريا علانيةً على الحادث.
في 22 سبتمبر عام 2012، هاجمت مجموعة مسلحة من الجيش السوري الحر موقعًا حدوديًا بالقرب من عرسال. أشارت تقارير إلى أن هذه الغارة كانت الثانية في غضون أسبوع. طارد الجيش اللبناني هذه المجموعة إلى الجبال، واعتقل بعض الثوار ثم أطلق سراحهم لاحقًا بسبب ضغوط من السكان المحليين الموقرين. أشاد ميشيل سليمان بالإجراءات التي اتخذها الجيش واعتبر أنها حفاظ على موقف لبنان المتمثل بكونه «محايد مع نزاعات الآخرين». وناشد سكان المناطق الحدودية أن «يقفوا مع جيشهم ويساعدوا أفراده». دعت سوريا بشكل متكرر إلى قمع مكثف للثوار الذين تدّعي أنهم يختبئون في البلدات اللبنانية الحدودية.
في 11 أكتوبر عام 2012، أطلق الجيش السوري أربع قذائف على مخيم مشاريع القاع، حيث وقعت حوادث قصف سابقة تسببت في سقوط قتلى. لم يتغير موقف لبنان بتجاهل الهجمات وفصل نفسه عن النزاعات. في أكتوبر عام 2012 أنكر حسن نصر الله مشاركة عناصر من حزب الله في القتال إلى جانب الجيش السوري، وقال إن اللبنانيين الموجودين في سوريا كانوا فقط يحمون القرى المأهولة بالسكان اللبنانيين من الجيش السوري الحر.
في أغسطس عام 2014، قصف سلاح الجو السوري الجانب اللبناني من الحدود. في شهر ديسمبر من ذلك العام، استخدموا البراميل المتفجرة على المنشآت التي يُشتبه بوجود الثوار فيها شمال غرب عرسال.

### لبنان وتنظيم الدولة الإسلامية وجبهة النصرة
ابتداءً من يونيو 2014، بدأ القتال بين حزب الله والإسلاميين على طول الحدود اللبنانية، الذين كانوا قد عبروا الحدود إلى لبنان عدة مرات وهددوا بإدخال البلاد في حرب شاملة.
اشتبك الجيش اللبناني مع مسلحين سوريين في بلدة عرسال، بين 2-5 أغسطس 2014، مما أدى إلى مقتل أكثر من مئة جندي من الطرفين.
في أغسطس عام 2014، شنت جبهة النصرة هجمات على لبنان بالقرب من عرسال وبلدة الفاكهة في محافظة البقاع. وذلك بعد معركةٍ بينهم وبين حزب الله، مات على إثرها سبعة مقاتلين من حزب الله و32 إرهابي سوري في معارك بالقرب من قرية نحلة السورية، على الحدود مع عرسال.
أُسر عشرات الرهائن وأُخذوا إلى الجانب السوري خلال المعركة المذكورة أعلاه في عرسال. بعد مفاوضات عقيمة، صوت مجلس الوزراء اللبناني بالإيعاز للجيش بشن هجمات على سوريا لتحريرهم في 4 سبتمبر عام 2014، وهو شيء لم يقوموا بفعله بعد. كانت هناك محاولة غزو أخرى للبنان من قبل قوات مشتركة من جبهة النصرة وتنظيم الدولة الإسلامية في أوائل شهر أكتوبر-والتي هُزمت على يد حزب الله- وشهر يناير 2015.
في ديسمبر 2015، بعد أكثر من عام ونصف على الأسر، تمت عملية تبادل الجنود اللبنانيين المحتجزين من قبل جبهة النصرة مع الأسرى المحتجزين في لبنان.

### حزب الله وتنظيم الدولة الإسلامية
في يونيو عام 2015، قال حزب الله أنه يخوض معركة كبيرة مع تنظيم الدولة الإسلامية في العراق، الذي ادعى أنه اجتاح لبنان واستولى على الأرض. في 21 يوليو عام 2017، أعلن حزب الله إلى جانب الجيش السوري شن هجومٍ على الأراضي التي سيطر عليها الثوار. في 22 يوليو عام 2017، قال مسؤولون من حزب الله أنهم سيطروا على عدة نقاط من الأراضي التي أُعيد الاستيلاء عليها.

## تركيا
بسبب حدودها مع سوريا والعراق الممتدة لألف ميل، وقعت العديد من الحوادث بينها وبين فصائل متنوعة في النزاع جنوب الحدود.

### المعارك السورية التركية الحدودية
دعمت تركيا علنًا إسقاط بشار الأسد وسمحت بإنشاء «طريق جهادي» سُمح فيه للثوار من جميع الأنواع، من ضمنهم تنظيم الدولة الإسلامية، بتمرير الإمدادات والأفراد جنوبي الحدود. وقعت العديد من الحوادث بما فيها إسقاط سوريا لطائرة تابعة لسلاح الجو التركي ما تسبب بمقتل طيارين وأيضًا إسقاط تركيا لطائرة تابعة لسلاح الجو السوري، وشن الجيش التركي لغارة في شهر فبراير 2015 لإخلاء منطقة صغيرة في سوريا.

### تركيا وتنظيم الدولة الإسلامية
زُعم أن تركيا كانت تدعم تنظيم الدولة بعدة طرق باعتباره «الأقل شرًا» مقارنةً بحكومة الأسد. بدأ ذلك يتغير إلى حدّ ما مع تفجيرات الريحانية عام 2013 وتنفيذ غارة انتقامية في يناير عام 2014. صدّها التنظيم وبدأ عملية غزوٍ شمالي العراق، تبعه توحيدها مع المناطق في شمالي سوريا. في صيف عام 2014، بدأت بالاستيلاء على المناطق الحدودية مع تركيا، متسببةً في لجوء مئات الآلاف الذين قدموا من الشمال على طول الحدود، وأعمال شغب، واستخدام الغاز المسيل للدموع والرصاص المطاطي والذخيرة الحية، وكذلك نهاية الهدنة مع حزب العمال الكردستاني (بي كي كي).
أقرّ البرلمان التركي تصويتًا بالسماح باستخدام الأعمال العسكرية في سوريا في 2 أكتوبر عام 2014. لم تتم متابعة العمل به وحدثت أعمال شغب في معظم تركيا مطالبةً بشروط أكثر تجعلهم يشاركون في الحرب. حدثت أعمال شغب مكثفة وقتِل عشرات من المحتجين.
تدهورت العلاقة بين تنظيم الدولة الإسلامية وتركيا خلال ربيع وصيف عام 2015، مؤديةً لحدوث عمليات قنص عبر الحدود وغارات جوية من قبل الأتراك.